# Concepcion (Texas)
Concepcion è un census-designated place degli Stati Uniti d'America, situato nella contea di Duval dello Stato del Texas.
La popolazione era di 61 persone al censimento del 2000.

## Geografia fisica
Concepcion è situata a 27°23′42″N 98°21′22″W (27.394906, -98.356171).
Secondo lo United States Census Bureau, ha un'area totale di 0,1 miglia quadrate (0,26 km²).

## Società

### Evoluzione demografica
Secondo il censimento del 2000, c'erano 61 persone, 26 nuclei familiari e 17 famiglie residenti nella città. La densità di popolazione era di 760,8 persone per miglio quadrato (294,4/km²). C'erano 35 unità abitative a una densità media di 436,5 per miglio quadrato (168,9/km²). La composizione etnica della città era formata dal 78,69% di bianchi, il 21,31% di altre razze. Ispanici o latinos di qualunque razza erano il 100,00% della popolazione.
C'erano 26 nuclei familiari di cui il 3,8% aveva figli di età inferiore ai 18 anni, il 53,8% erano coppie sposate conviventi, l'11,5% aveva un capofamiglia femmina senza marito, e il 34,6% erano non-famiglie. Il 34,6% di tutti i nuclei familiari erano individuali e il 26,9% aveva componenti con un'età di 65 anni o più che vivevano da soli. Il numero di componenti medio di un nucleo familiare era di 2,35 e quello di una famiglia era di 3,06.
La popolazione era composta dall'8,2% di persone sotto i 18 anni, il 9,8% di persone dai 18 ai 24 anni, il 18,0% di persone dai 25 ai 44 anni, il 31,1% di persone dai 45 ai 64 anni, e il 32,8% di persone di 65 anni o più. L'età media era di 58 anni. Per ogni 100 femmine c'erano 96,8 maschi. Per ogni 100 femmine dai 18 anni in giù, c'erano 100,0 maschi.
Il reddito medio di un nucleo familiare era di 40.208 dollari, e quello di una famiglia era di 41.042 dollari. I maschi avevano un reddito medio di 18.750 dollari. Il reddito pro capite era di 10.286 dollari. Nessuno era sotto la soglia di povertà.